# Punta de lanza

Póster propagandístico de la Oficina de Información de Guerra de Estados Unidos. Extensión de la analogía de la punta de lanza a sectores de la economía que contribuyeron a la invasión de Alemania por parte de los Aliados occidentales.

Una punta de lanza es, en el ámbito militar, una formación de vehículos de combate blindados, en su mayoría tanques, que durante una batalla se sitúan a la vanguardia del ataque. La idea es concentrar en un espacio relativamente reducido tanta potencia de fuego como sea posible para que los defensores se vean obligados a replegarse. A medida que la punta de lanza abre camino, las unidades de infantería que la siguen se van situando a ambos lados de la línea de avance para proteger los flancos.
La táctica es bastante arriesgada, ya que, si el enemigo, en lugar de retirarse, decide contragolpear la retaguardia y los flancos, puede interrumpir la cadena logística hacia los elementos de la punta de lanza. Por ello, el factor velocidad de ruptura es clave para conseguir el objetivo.
El primer uso de puntas de lanza con vehículos acorazados tuvo lugar en la batalla de Francia de 1940, durante la Segunda Guerra Mundial. La invasión de los Países Bajos y Francia por parte del ejército alemán a través de las Ardenas (región) pilló por sorpresa a los ejércitos aliados, que creían que las Ardenas era, por sus características orográficas, impenetrable para grandes vehículos acorazados. La punta de lanza alemana se abrió paso con gran celeridad hacia la costa de Dunkerque. Los ejércitos francés y británico quedaron divididos a ambos lados de las fuerzas alemanas y trataron de cortar la línea con un ataque por ambos lados. La batalla de Arras resultante estuvo muy cerca de detener la ofensiva, pero la falta de equipos de radio y otros métodos de comunicación ralentizó el ataque.[cita requerida]
Algunos años más tarde se desarrollaron tácticas para tratar de contrarrestar eficazmente este tipo de ataques. Al lanzar unidades menores justo hacia las «esquinas» de la formación atacante, un defensor podría maniobrar las unidades blindadas de las esquinas para evitar el combate en lugar de ralentizarlo antes de atacar. Al repetir esta maniobra, un defensor puede ir estrechando el ancho de la formación hasta un punto en que la infantería que la sigue deja de tener ventaja operativa. 
Cuando los alemanes intentaron la misma táctica nuevamente en 1944 durante la batalla de las Ardenas, el ejército estadounidense se aplicó enseguida a «podar las esquinas» y, en unos pocos días, neutralizó la ofensiva. 
Las tácticas del avance de la guerra relámpago alemana solían ir encabezadas por masivas formaciones de vehículos acorazados, como una división Panzer completa. Estas unidades, de 240 tanques o más organizados en «escalones de combate», eran seguidas inmediatamente con formaciones de infantería y de artillería mecanizadas.